# THRaKaTTaK
THRaKaTTaK — концертный альбом группы King Crimson, выпущенный в 1996 году.

## Об альбоме
THRaKaTTaK — сборник импровизаций, записанных во время исполнения композиции «Thrak» в ходе тура по США и Японии.
Трек «Fearless and Highly Thrakked» также встречается на концертном двойном альбоме King Crimson on Broadway (1999) (Диск 2, Трек 12). Альтернативная версия трека записана на концертном VROOOM VROOOM (2001) (Диск 1, Трек 11) под названием «Biker Babes of the Rio Grande».

## Список треков
Авторство всех композиций принадлежит Эдриану Белью, Биллу Бруфорду, Роберту Фриппу, Трею Ганну, Тони Левину и Пэту Мастелотто.
1. «Thrak» — 2:20
Записан в:
Longacre Theatre, Нью-Йорк, США, 21 ноября 1995
2. «Fearless and Highly Thrakked» — 6:35
Записан в:
Longacre Theatre, Нью-Йорк, США, 21 ноября 1995
Longacre Theatre, Нью-Йорк, США, 20 ноября 1995
3. «Mother Hold the Candle Steady While I Shave the Chicken’s Lip» — 11:18
Записан в:
Omiya Sonic Hall, Саитама, Япония, 12 октября 1995
Hitomi Memorial Hall, Токио, Япония, 10 октября 1995
Nagoya Shimin Kaikan, Нагоя, Япония, 8 октября 1995
4. «Thrakattak (Part I)» — 3:42
Записан в:
Koseinenkin Kaikan Hall, Токио, Япония, 2 октября 1995
Koseinenkin Kaikan Hall, Токио, Япония, 3 октября 1995
Festival Hall, Осака, Япония, 9 октября 1995
5. «The Slaughter of the Innocents» — 8:03
Записан в:
Roxy Theatre, Атланта, США, 11 ноября 1995
Mahaffey Theatre, Орландо, США, 8 ноября 1995
Koseinenkin Kaikan Hall, Токио, Япония, 14 октября 1995
Paramount Theatre, Спрингфилд, США, 17 ноября 1995
6. «This Night Wounds Time» — 11:16
Записан в:
Tupperware Centre, Сент-Питерсберг, США, 9 ноября 1995
Longacre Theatre, Нью-Йорк, США, 25 ноября 1995
Longacre Theatre, Нью-Йорк, США, 29 ноября 1995
Longacre Theatre, Нью-Йорк, США, 27 ноября 1995
7. «Thrakattak (Part II)» — 11:08
Записан в:
Auditorium Theatre, Рочестер, США, 16 ноября 1995
Longacre Theatre, Нью-Йорк, США, 25 ноября 1995
Longacre Theatre, Нью-Йорк, США, 29 ноября 1995
8. «Thrak (Reprise)» — 2:52
Записан в:
Longacre Theatre, Нью-Йорк, США, 21 ноября 1995

## Участники записи
- Роберт Фрипп — гитара;
- Эдриан Белью — гитара, вокал;
- Тони Левин — бас-гитара, стик Чапмена, синтезатор, вокал;
- Трей Ганн — стик Чапмена, вокал;
- Билл Бруфорд — ударные;
- Пэт Мастелотто — ударные.